# Лайне, Николай Григорьевич
Никола́й Григо́рьевич Ла́йне (псевдоним; настоящая фамилия — Ги́ппиев; карел. Gippijev; 27 мая 1920, Реболы, Карелия — 18 февраля 1984, Петрозаводск) — советский поэт, переводчик, Заслуженный работник культуры Карельской АССР (1974), Заслуженный работник культуры РСФСР (1978).

## Биография
Родился в семье крестьянина — карела. Окончив в 1937 году Петрозаводский рабфак, продолжил учёбу в местном педагогическом институте, откуда осенью 1939 года был призван в ряды Советской Армии. Участвовал в Советско-финской войне (1939—1940) и в Великой Отечественной войне. За боевые заслуги был награждён орденом Красной звезды, несколькими боевыми медалями.
После демобилизации осенью 1950 года вернулся в Карелию. Работал в редакциях республиканских газет и журналов. В 1951 году был принят в Союз писателей СССР. С 1978 года Н. Г. Лайне являлся председателем правления Союза писателей Карельской АССР.
За литературную деятельность награждён орденами Дружбы народов и «Знак Почёта».
Лайне Н. Г. — лауреат премии Союза писателей СССР и Государственной премии Карельской АССР в области литературы и искусства. Избирался депутатом Петрозаводского городского Совета народных депутатов и Верховного Совета Карельской АССР X созыва.
Похоронен в Петрозаводске на Сулажгорском кладбище.

## Творчество
Первые произведения Лайне были напечатаны в 1936 году. Позднее была опубликована поэма «Враги», а в 1939 году увидел свет сборник стихов на карельском языке. В том же году журнал «Карелия» опубликовал стихотворения на карельском языке («В лесу», «Играй, Кантеле»). Его перу принадлежат сборники поэзии «Утро» («Huondes»), «Песни Лиексы» («Lieksan lauluja»), «Мы — коммунисты» («Me kommunistit»), «Красные гроздья рябины» («Punaiset pihlajantertut»), «Из поколения в поколение». Его поэмы «Старый мастер», «У костра», «В новогоднюю ночь», «Три берёзы» проникнуты любовью к родному краю, его трудолюбивым людям.
Им впервые были переведены на финский язык ряд произведений русских поэтов: Н. А. Некрасова (в том числе поэма «Кому на Руси жить хорошо»), В. В. Маяковского, А. Т. Твардовского, М. А. Светлова, Николая Грибачёва, Янки Купалы, Тараса Шевченко, Геворга Эмина, эстонцев Юхана Смуула,Пауля Руммо.
Н. Г. Лайне один из авторов перевода на русский язык эпоса «Калевала» в 1979 и 1973 годах.

## Награды
- Орден Красной Звезды
- Орден Дружбы народов (26.05.1980)[5]
- Орден «Знак Почёта»
- медали